# Passiflora heterophylla
Passiflora heterophylla je biljna vrsta iz porodice Passifloraceae.